# Albumy numer jeden w roku 1997 (Japonia)
Notowanie Weekly Album Chart (jap. 週間アルバムランキング Shūkan Arubamu Chāto) przedstawia najlepiej sprzedające się albumy w Japonii. Publikowane jest ono przez magazyn Oricon Style, a dane kompletowane są przez Oricon w oparciu o cotygodniowe wyniki sprzedaży fizycznej albumów. Poniżej znajdują się tabele prezentujące najpopularniejsze albumy w danych tygodniach w roku 1997.

## Oricon Weekly Album Chart
| Data            | Album                                     | Wykonawca              | Źródło |
| --------------- | ----------------------------------------- | ---------------------- | ------ |
| 6 stycznia      | wstrzymanie publikacji                    | wstrzymanie publikacji | [ 1 ]  |
| 13 stycznia     | MAXIMUM                                   | MAX                    | [ 1 ]  |
| 20 stycznia     | MAXIMUM                                   | MAX                    | [ 1 ]  |
| 27 stycznia     | True                                      | L’Arc-en-Ciel          | [ 1 ]  |
| 3 lutego        | SICKS                                     | The Yellow Monkey      | [ 1 ]  |
| 10 lutego       | Magma (jap. マグマ)                       | Kōshi Inaba            | [ 2 ]  |
| 17 lutego       | welcome-muzik                             | Kohmi Hirose           | [ 2 ]  |
| 24 lutego       | Magma                                     | Kōshi Inaba            | [ 2 ]  |
| 3 marca         | DREAM & MEMORIES                          | Favorite Blue          | [ 2 ]  |
| 10 marca        | Cowgirl Dreamin’                          | Yumi Matsutōya         | [ 2 ]  |
| 17 marca        | BOLERO                                    | Mr. Children           | [ 2 ]  |
| 24 marca        | FACES PLACES                              | globe                  | [ 2 ]  |
| 31 marca        | FACES PLACES                              | globe                  | [ 2 ]  |
| 7 kwietnia      | THE POWER SOURCE                          | Judy and Mary          | [ 2 ]  |
| 14 kwietnia     | THE POWER SOURCE                          | Judy and Mary          | [ 2 ]  |
| 21 kwietnia     | Everlasting                               | Every Little Thing     | [ 2 ]  |
| 28 kwietnia     | Everlasting                               | Every Little Thing     | [ 2 ]  |
| 5 maja          | ZARD BLEND ~SUN&STONE~                    | ZARD                   | [ 2 ]  |
| 12 maja         | ZARD BLEND ~SUN&STONE~                    | ZARD                   | [ 2 ]  |
| 19 maja         | “SMILING” ~THE BEST OF NORIYUKI MAKIHARA~ | Noriyuki Makihara      | [ 2 ]  |
| 26 maja         | “SMILING” ~THE BEST OF NORIYUKI MAKIHARA~ | Noriyuki Makihara      | [ 2 ]  |
| 2 czerwca       | Starting Over                             | Speed                  | [ 2 ]  |
| 9 czerwca       | Starting Over                             | Speed                  | [ 2 ]  |
| 16 czerwca      | Starting Over                             | Speed                  | [ 2 ]  |
| 23 czerwca      | EVANGELION:DEATH                          | Ścieżka dźwiękowa      | [ 2 ]  |
| 30 czerwca      | Cranberry Soda                            | Ryūichi Kawamura       | [ 2 ]  |
| 7 lipca         | Kawamoto Makoto (jap. 川本真琴)           | Makoto Kawamoto        | [ 2 ]  |
| 14 lipca        | paraDOX                                   | Nanase Aikawa          | [ 2 ]  |
| 21 lipca        | paraDOX                                   | Nanase Aikawa          | [ 2 ]  |
| 28 lipca        | A album                                   | KinKi Kids             | [ 2 ]  |
| 4 sierpnia      | Concentration 20                          | Namie Amuro            | [ 2 ]  |
| 11 sierpnia     | Concentration 20                          | Namie Amuro            | [ 2 ]  |
| 18 sierpnia     | POWER OF DREAMS                           | Maki Ōguro             | [ 2 ]  |
| 25 sierpnia     | POWER OF DREAMS                           | Maki Ōguro             | [ 2 ]  |
| 1 września      | POWER OF DREAMS                           | Maki Ōguro             | [ 2 ]  |
| 8 września      | POWER OF DREAMS                           | Maki Ōguro             | [ 2 ]  |
| 15 września     | Fuzakenja nē (jap. ふざけんじゃねぇ)      | Tsuyoshi Nagabuchi     | [ 2 ]  |
| 22 września     | Butterfly (jap. バタフライ)               | Mariah Carey           | [ 2 ]  |
| 29 września     | Junior Sweet                              | Chara                  | [ 2 ]  |
| 6 października  | Junior Sweet                              | Chara                  | [ 2 ]  |
| 13 października | REVIEW-BEST OF GLAY                       | Glay                   | [ 2 ]  |
| 20 października | REVIEW-BEST OF GLAY                       | Glay                   | [ 2 ]  |
| 27 października | REVIEW-BEST OF GLAY                       | Glay                   | [ 2 ]  |
| 3 listopada     | REVIEW-BEST OF GLAY                       | Glay                   | [ 2 ]  |
| 10 listopada    | REVIEW-BEST OF GLAY                       | Glay                   | [ 2 ]  |
| 17 listopada    | WANDS BEST ~HISTORICAL BEST ALBUM         | Wands                  | [ 2 ]  |
| 24 listopada    | SING OR DIE                               | Dreams Come True       | [ 2 ]  |
| 1 grudnia       | SURVIVE                                   | B’z                    | [ 2 ]  |
| 8 grudnia       | Love                                      | Ryūichi Kawamura       | [ 2 ]  |
| 15 grudnia      | Love                                      | Ryūichi Kawamura       | [ 2 ]  |
| 22 grudnia      | I・DE・A                                  | Kyōsuke Himuro         | [ 2 ]  |
| 29 grudnia      | SINGLES                                   | LUNA SEA               | [ 2 ]  |